# Eremurus persicus
Eremurus persicus là một loài thực vật có hoa trong họ Thích diệp thụ. Loài này được (Jaub. & Spach) Boiss. miêu tả khoa học đầu tiên năm 1846.